# 尾崎秀樹
尾崎 秀樹（おざき ほつき、1928年（昭和3年）11月29日 - 1999年（平成11年）9月21日）は、日本の文芸評論家。ゾルゲ事件の研究や、大衆文学評論に尽くした。
ゾルゲ事件の尾崎秀実は異母兄。同母妹の田才秀季子（ほすえこ）は、チェコ文学者田才益夫の妻。妻の尾崎恵子は執筆のアシスタントでもあり、秀樹との共著が二冊ある。歴史学者・政治学者の今井清一は義理の甥（秀実の娘の夫）。

## 経歴

### 生い立ち
台湾台北州台北市に尾崎秀真と、愛人の吉田きみとの子として生まれ、母の私生児として育つ。1933年に秀真の本妻が死去し、母と再婚し秀真の妻となり、秀樹も尾崎家に入籍する。
父尾崎秀真（尾崎白水）は美濃出身で戦前の台湾で歴史学者、漢詩人、文士、新聞記者（報知新聞記者、のち台湾日日新報記者を経て主筆）として活躍した。秀真は新聞社退社後は、台湾総督府資料編纂官、台湾中学会（夜間中学）の経営などにあたる。
中学時代に兄秀実がゾルゲ事件で検挙され、家族は周囲から冷たい扱いを受けた。台北帝国大学附属医学専門部（中退）在学中に学徒動員により訓練や作業に就く。
終戦の翌年に母の実家福岡に引き揚げ、その後岐阜に移り、ゾルゲ事件真相究明を志して上京。義姉を介して伊藤律の紹介で、中部民報東京支局に就職。日本共産党にも出入りし、1948年に入党、川合貞吉らとともに尾崎伝記編纂委員会、尾崎事件真相究明会などでゾルゲ事件の調査を行う。この時期、秀実の弟として党内やマスコミからも注目された。1949年に中部民報社が経営悪化し、党につながりのある印刷会社文光堂に就職、しかしほどなく解雇される。次の就職先を見つけるが、急性肋膜炎で倒れ、その後肺浸潤に進行し、生活保護で暮らしながら手記を執筆し始める。手記は1955年に脱稿し、1959年にゾルゲ事件をテーマとしたノンフィクション『生きているユダ』として出版。

### 評論活動
1954年、ゾルゲ事件で刑を受けた川合貞吉に、事件を素材にした長篇小説「民族の哀愁」を『面白倶楽部』に連載していた牧野吉晴に引き合わされて文学の道を勧められる。同1954年、牧野主催の第二次『文藝日本』に参加し、榊山潤とともに編集にも携わる。この頃魯迅に傾倒し、『文藝日本』で原稿に穴があいたときに、穴埋めに魯迅論を書いて掲載した。牧野の元で寺内大吉や伊藤桂一と知り合う。
1959年から、伊藤桂一、童門冬二、永井路子、平岩弓枝ら、講談倶楽部賞関係の新人が集まった『小説会議』にも参加し、大衆文学評論を始める。
1960年からは寺内大吉の誘いで『近代説話』の同人として活躍。1961年には竹内好らによる岩波書店『文学』誌での「戦争下の文学」共同研究に参加し、旧植民地文学や大東亜文学者大会の研究をもとにして、1963年『近代文学の傷痕』を出版。
また、普通社社長の八重樫旱と知り合い、1961年からの「名作リバイバル全集」の企画に協力。また、「日本の中の中国」を考える研究会「中国の会」を普通社主宰で立ち上げ、野原四郎、竹内好、橋川文三、安藤彦太郎、新島淳良、今井清一らをメンバーとした。「中国の会」は、雑誌『中国』を1963年から、普通社のシリーズ「中国新書」の挟み込み雑誌として刊行。しかし、同1963年に普通社が倒産したため、雑誌『中国』は、「中国の会」編集で勁草書房から1964年から1967年まで刊行されたが、尾崎は途中から編集に関わらなくなった（さらに雑誌『中国』は、「中国の会」編集、徳間書店発行で、1967年から1974年まで刊行）。
1961年には武蔵野次郎、南北社の大竹延と、大衆文学、大衆文化の研究を目的とした大衆文学研究会を設立し、雑誌『大衆文学研究』を発行。尾崎、武蔵野、大竹以外に、石川弘義、足立巻一、村松剛が編集委員として参加。同誌には他に日沼倫太郎、真鍋元之(大衆文学研究者)、山田宗睦、多田道太郎らが執筆者として参加。
1962年には同人誌『宴』創刊に参加。1967年、作家代表団の一員として中国各地を訪問。以降も何度も訪中。
1968年の南北社倒産後は『大衆文学研究』は休刊。1971年から1974年まで雑誌『大衆文学研究会報』を刊行。中田幸平、田辺貞夫、磯貝勝太郎、清原康正らが参加。1976年から『大衆文学にゅーす』、1979年からふたたび『大衆文学研究会報』、1986年から『大衆文学研究』にもどして刊行。
大衆文学評論を中心に、歴史評論、漫画論などでも活躍し、多数の著作を残している。1987年から「大衆文学研究賞」を創設し、尾崎の没後は「尾崎秀樹記念・大衆文学研究賞」として継続された。
1996年には、研究誌『松本清張研究』創刊に協力。1997年には同人誌
『ゾルゲ事件研究』を創刊。
日本ペンクラブ会長、日本文芸家協会理事も歴任した。日本近代文学館常務理事、神奈川近代文学館理事、日本中国文化交流協会代表理事、吉川英治記念財団評議員、新田次郎財団理事長もつとめた。墓所は冨士霊園の文学者の墓。

## ゾルゲ事件に関して
1959年に『生きているユダ』を刊行して以来、尾崎は特別高等警察の資料やチャールズ・ウィロビーによる事件の報告書、川合貞吉の証言などをベースに、伊藤律が兄の尾崎秀実を裏切って警察の手先となり、事件の検挙を招いた「ユダ」であると非難する立場を取った。1980年に伊藤が中国から帰国してもそれは変わらず、その後に刊行した『ゾルゲ事件と現代』では、新聞などに載った伊藤の証言の信憑性を疑い、従来の説を繰り返した。
1989年に伊藤が死去した後、遺稿の手記を読んだ渡部富哉が事実関係を調査し、それまで「伊藤が事件発覚の端緒である」ことの根拠とされてきた内容に矛盾があり、成り立たないことを発見した。渡部は1991年に尾崎に公開討論を申し入れ、翌年尾崎はこれに応じている。このとき、尾崎は従来の自説を繰り返したが「渡部氏の調査によってこれまで書かれていたことが部分的に修正、補足されるところはある。これはさらに解明されなければならないと思っている」と述べた。渡部は1993年、調査結果を『偽りの烙印 伊藤律スパイ説の崩壊』（五月書房）として刊行し、尾崎の著書では事実検証がずさんであることや、明確な根拠を示さずに伊藤を「スパイ」と決めつけている記述が散見されることを指摘して、「何の根拠も裏づけもない、妄想の所産といってもいいほどのもの」と強く非難した。討論会や渡部の著作に対して尾崎は、雑誌『情況』の1993年10月号に「ゾルゲ事件と伊藤律――『偽りの烙印』に答える」という文章を発表したが、その内容は大半が自らのゾルゲ事件や伊藤との関わりを述べたもので、伊藤の回想や渡部の著書についても触れたものの「（渡部らの）批判には私の調査の不十分を衝くものもあり、一つ一つに答えてゆかなくてはならない」と記すにとどまった。渡部は同誌12月号に「尾崎秀樹氏に問う――「ゾルゲ事件と伊藤律」について」という文章を寄稿し、尾崎の文章が討論会での発言を同義反復したに過ぎず、「伊藤スパイ説の明確な根拠がない」という自分の指摘に答えていないと述べた。その後尾崎はこの件に関して沈黙した。渡部ら有志が1994年に結成した「伊藤律の名誉回復を求める会」は、1997年12月に尾崎に直接「伊藤スパイ説」の撤回を申し入れたが、尾崎は「伊藤が北林トモの存在を特高に告げたこと」「戦後『ゾルゲ事件研究会』を解散させたこと」の2点をあげてこれを拒絶し、亡くなるまで自説を変えることはなかった。これについて渡部は、「前日本ペンクラブ会長」の面子へのこだわりと、渡部が発掘した事実に反論できないジレンマの中で訂正・謝罪を拒否したのだと述べている。
その後、加藤哲郎が新たに公開されたアメリカ陸軍情報部（MIS）の日本関係文書を2007年に調査した結果、川合貞吉は戦後エージェントとしてウィロビーが率いるGHQ参謀第2部（G2）からゾルゲ事件の情報提供に対する報酬を受け取っていたことや、ゾルゲ事件を反共宣伝の材料とするウィロビーの意に沿って、共産党幹部だった伊藤を事件発覚の端緒」とする証言をおこなっていたことが明らかになり、川合の証言に対する信憑性は著しく低下した。伊藤律は生前の知人宛の書簡ですでに川合がウィロビーとつながりを持っていたことを記しており、それが裏付けられた形となった。のみならず、川合が個人的動機から伊藤を誣告する証言をおこなったことも公開文書から明らかになった。川合がG2からの報酬を受け取っていたころ、尾崎は川合から米軍の召還・保護を受けた話を聞かされ、身なりや生活が豪奢になったことに「不自然な疑惑」を抱いたというが、ゾルゲ事件に対する証言に信を置く姿勢は変わらなかった。加藤は、尾崎が川合の証言に基づく伊藤律黒幕説を「自己のレーゾン・デートル（存在根拠）として固守し続けた」と記している。
現在では、「伊藤がゾルゲ事件発覚の端緒である」という説を支持する見解は事件の研究者にほぼ見られなくなっている。
なお、同じ親族でも、尾崎秀実の妻は伊藤が「スパイ」として日本共産党を除名された後も伊藤端緒説やスパイ説に同意せず、尾崎秀樹とは対立した立場にいた。伊藤は生前の書簡で、尾崎秀真が尾崎秀実から絶縁されたのちに尾崎秀樹が生まれ、秀樹と秀実との間には文通すらなかったと記している。また、尾崎秀樹が「伊藤がゾルゲ事件研究会を解散させた」と主張している点については、この集まりに尾崎秀実の他の近親者や知人が「ハナをつまみ」寄りつかずに潰れたことをそう言っているのだと述べている。

## 文学賞選考委員
- 泉鏡花文学賞（第1回から第27回まで）
- 歴史文学賞（第1回から第23回まで）
- 巖谷小波文芸賞（第1回から第22回まで）
- 新田次郎文学賞（第1回から第18回まで）
- 講談社時代小説大賞（第1回から第10回まで）
- 中山義秀文学賞（第1回から第5回まで）
- 吉川英治文学賞（第5回から第33回まで）
- 大佛次郎賞（第25回から第26回まで）
※第26回に関しては最終選考3ヵ月前に死去。

など数多くの文学賞選考委員を尾崎の没する1999年まで務めた。

## 受賞歴
- 1966年、『大衆文学論』で芸術選奨文部大臣賞
- 1989年、『大衆文学の歴史』で大衆文学研究賞特別賞
- 1990年、『大衆文学の歴史』で吉川英治文学賞
- 1993年、小田切進・紀田順一郎共同監修の『少年小説大系』全32巻（三一書房）が第16回巖谷小波文芸賞受賞。
- 1994年、紫綬褒章を受章
- 1998年、『時代を生きる 文学作品にみる人間像』（井代恵子共著）で日本文芸大賞特別賞を受賞[15]。

## 著書
- 『生きているユダ わが戦後への証言』八雲書店 1959

番町書房、角川文庫、のち新版、新人物往来社、徳間文庫で再刊
- 『殺しの美学』三一新書 1961　のち新評社、旺文社文庫
- 『魯迅との対話』南北社 1962  のち増補版、勁草書房
- 『ゾルゲ事件 尾崎秀実の理想と挫折』中公新書 1963、中公文庫 1983
- 『近代文学の傷痕 大東亜文学者大会・その他』普通社（中国新書）1963
- 『大衆文学』紀伊国屋新書 1964、精選復刻紀伊国屋新書 1994
- 『大衆文学論』勁草書房 1965、講談社文芸文庫 2001
- 『さむらい誕生 時代小説の英雄たち』講談社 1965
- 『大衆文化論 活字と映像の世界』大和書房（大和選書）1966
- 『英雄 その歴史の謎』三一新書 1966
- 『青春の記録 第6 生きてある証 : 日常と体験』三一書房　1968
- 『英雄伝説 史実と虚説の谷間』徳間書店 1968 のち旺文社文庫
- 『歴史の旅路』日本交通公社 1969
- 『日本型市民の系譜 それになりきれなかった人々』毎日新聞社 1969
- 『大衆文芸地図 虚構の中にみる夢と真実』桃源社 1969
- 『大衆文学五十年』講談社 1969
- 『愛をつくるもの 文学にみる女性の生きかた』大和書房 1969
- 『伝記吉川英治』講談社 1970、講談社文庫 1974
- 『日本うら外史』日本交通公社 1971  のち「にっぽん裏返史」時事通信社、文春文庫
- 『私説・史誌考 歴史のなかの虚と実』新人物往来社 1971
- 『旧植民地文学の研究』勁草書房 1971、「近代文学の傷痕」岩波同時代ライブラリー
- 『新しい中国の顔 文化大革命後の見聞』講談社 1972
- 『ウソかまことか 新版さむらい誕生』世紀社出版 1972
- 『点と線の歴史をゆく 私の大衆文学誌』中央図書 1972
- 『現代漫画の原点 笑い言語へのアタック』講談社 1972
- 『修羅明治の秋』（中里介山論）新潮社 1973
- 『立ちどまった時刻 私のうちなる戦後』PHP研究所 1974、増補版・楡出版 1991
- 『日本生活文化史 8　生活のなかの国家』河出書房新社　1974
- 『文壇うちそと 大衆文学逸史』筑摩書房 1975
- 『ろまんの小径』みずうみ書房 1975 (みずうみ文庫)
- 『歴史の中の地図 司馬遼太郎の世界』文藝春秋 1975  のち文庫
- 『英雄再発見』時事通信社 1976  「英雄たちの秘密」文春文庫
- 『歴史文学論 変革期の視座』勁草書房 1976
- 『昭和の戦後史 第5巻 激動と変革』汐文社 1976
- 『歴史・遠いあし音』ゆまにて 1977
- 『越境者たち ゾルゲ事件の人びと』文藝春秋 1977
- 『異形の作家たち ロマンを追う人びと』泰流社 1977
- 『子母沢寛 人と文学』中央公論社 1977
- 『評論山本周五郎』白川書院 1977
- 『虚実の歳月 歴史を歩く』実業之日本社 1978　のち旺文社文庫
- 『漫画のある部屋 現代まんがへの視角』時事通信社 1978
- 『コラムのつぶやき 日付のある文章』スタジオVIC 1978
- 『海音寺潮五郎・人と文学』朝日新聞社 1978
- 『大衆芸能の神々 怒りと泣きと笑いと』九藝出版 1978
- 『三代の女たち 文学にみる明治・大正・昭和の女性像』ふみくら書房 1978
- 『西湖のほとり わたしにとって中国とは』有斐閣選書 1979
- 『峠の人中里介山』新潮社 1980
- 『中里介山 孤高の思索者』勁草書房 1980
- 『吉川英治 人と文学』新有堂 1980
- 『横浜の作家たち その文学的風土』有隣堂新書 1980
- 『現代語訳日本の古典8　今昔物語』学習研究社 1980。編訳
- 『黒岩重吾の世界』泰流社 1980
- 『中国志を旅する』あずさ書房 1981
- 『歴史=点と線』時事通信社 1982
- 『ゾルゲ事件と現代』勁草書房 1982
- 『ぼく、はみだし少年? 兄からの遺書』ポプラ社 1982(のびのび人生論)
- 『夢いまだ成らず 評伝山中峯太郎』中央公論社 1983、中公文庫 1995
- 『デザートは死 尾崎秀実の菜譜』集英社 1983、中公文庫 1998
- 『帰る雁がね 黒帯三国志』サンケイ出版 1984
- 『沖田総司と新撰組の旅』旺文社人物グラフィティ　1984
- 『夢をつむぐ 大衆児童文化のパイオニア』光村図書出版 1986
- 『呉子』教育社 中国古典兵法書 1987、ニュートンプレス、2003。中公文庫 2005、新編2018。解説・訳
- 『この愛、この生き方 歴史文学に見る女性たち』潮出版社 1987
- 『さしえの50年』平凡社 1987
- 『先人の名言に学ぶ生きる知恵』有楽出版社 1988
- 『大衆文学の歴史』講談社 1989
- 『ゾルゲ事件と中国』勁草書房 1989
- 『上海1930年』岩波新書 1989
- 『大衆文学の歴史 上 戦前篇』、『下 戦後篇』講談社 1989
- 『歴史文学夜話 鴎外からの180篇を読む』講談社 1990
- 『子どもの偶像 小さなシンボル 1946-1956』楡出版 1991
- 『書物の運命 近代の図書文化の変遷』出版ニュース社 1991
- 『海の文学志』白水社 1992
- 『おもしろ日本誌』集英社 1993
- 『幕末三傑・乱世の行動学』時事通信社 1994
- 『歴史・時代小説の作家たち』講談社 1996
- 『日々に生きる言葉 中国の故事と語録』有楽出版社 1997
- 『思い出の少年倶楽部時代 なつかしの名作博覧会』講談社 1997
- 『歳月 尾崎秀樹の世界』学陽書房 1999
- 『もう一つの海流 日本文学の百年』東京新聞出版局 1999
- 『逝く人の声』北溟社 2000
- 『中国酒食春秋 中国文人の愛した酒と食』講談社 2000

### 共著・編著
- 『歴史文学への招待』榊山潤共編、南北社 1961
- 『忍法』足立巻一、山田宗睦共著 三一新書 1964
- 『英雄の診断 医学から見た日本史』林富士馬共著 人物往来社 1965
- 『戦後生活文化史 私たちの生きた道』山田宗睦、江藤文夫、石川弘義共著 弘文堂 1966 のち新版
- 『青春の記録第6生きてある証　日常と体験』（編）、三一書房 1968
- 『明治の群像　第10　乱世の庶民』（編）、三一書房 1969
- 『白土三平選集』大島渚・副田義也共編、全16巻　秋田書店 1969-1970
- 『白土三平研究』（編）小学館 1970
- 『現代日本記録全集 第12　社会と事件』（編）筑摩書房、1970
- 『白土三平 忍者武芸帳 影丸伝完全復刻版』全16巻 尾崎編　小学館 1970-1971
- 『大衆文学の可能性』多田道太郎共著 河出書房新社 1971
- 『新平家カメラ紀行 : 付・吉川英治「新平家今昔紀行」』構成・解説、講談社 1971
- 『文壇百人』巖谷大四、進藤純孝共著、読売新聞文化部編・読売新聞社 1972
- 『批評日本史 政治的人間の系譜2 源頼朝』奈良本辰也、山田宗睦共著、思索社、1972
- 『日本史異説100選』（編著）秋田書店 1973
- 『紀行新選組』榊原和夫写真　新人物往来社 1973、光文社・知恵の森文庫 2003
- 『子どもの本の百年史』 西郷竹彦、鳥越信、宗武朝子共著　明治図書出版 1973
- 『平凡社六十年史』編著 平凡社 1974
- 『考証赤穂浪士』（編）秋田書店 1974、『徹底検証「忠臣蔵」の謎』講談社文庫 1998
- 『京都散策 6 伏見宇治』駒敏郎共著 保育社カラーブックス 1974
- 『勝海舟 写真秘録』小沢健志写真 講談社 1974
- 『人物探訪・日本の歴史8　仇討と騒動』海音寺潮五郎、奈良本辰也 共編 暁教育図書 1975
- 『作家の表象 現代作家116』奥野健男共著 時事通信社 1977
- 『作家の芸談 尾崎秀樹対談集』九藝出版 1978
- 『海の人物史 : 対談』（編）TBSブリタニカ  1979
- 『雑誌の時代 その興亡のドラマ』宗武朝子共著 主婦の友社 1979
- 『回想の尾崎秀実』（編）勁草書房 1979
- 『人物昭和史 1 権力者の肖像』共著 筑摩書房 1979
- 『歴史文学読本 人間学としての歴史学』菊地昌典共著 平凡社 1980
- 『死刑廃止宣言』共著　三一書房　1980
- 『歴史のカルテ 英雄の生と死の謎』（編）有楽出版社 1981
- 『プロデューサー人生 藤本真澄 映画に賭ける』（編）東宝出版事業室 1981
- 『人物中国の歴史〈9〉激動の近代中国』責任編集 集英社 1982 のち文庫
- 『人物中国の歴史〈10〉人民中国の誕生』責任編集 集英社 1982 のち文庫
- 『現代読者考』共著 日本エディタースクール出版部 1982 (エディター叢書)
- 『愛の目録 小説のなかの女101』尾崎恵子共著 創隆社 1982
- 『転換する中国 : 本によるアプローチ 1』共編 勁草書房 1983
- 『日本史異説100選』編著 秋田書店 1983
- 『宮本武蔵』共著 ぱる出版 1984 (ぱるドキュメント)
- 『諸葛孔明　現代視点・中国の群像』共著 旺文社 1985
- 『武田信玄』共著 ぱる出版 1987
- 『転換期の戦略5 維新前夜 : 動乱と変革の時代』共著 経済界　1988
- 『覇道 : 男いかに生くべきか 天下を制する覇者の器量』共著 経済界 1988
- 『出版広告の歴史 1895年…1941年』石川弘義共著 出版ニュース社 1989
- 『日本の書店百年 明治・大正・昭和の出版販売小史』宗武朝子共編 青英舎 1991
- 『戦国百人一話 2豊臣秀吉をめぐる群像 : 出世欲と気くばりで勝利する』共著 青人社　1991
- 『新歌東京繁盛記』木村荘八（編）、岩波文庫、1993
- 『「国文学解釈と鑑賞」別冊　大菩薩峠』（編）至文堂 1994
- 『時代を生きる 文学作品にみる人間像』井代恵子共著 ぎょうせい 1998
- 『乱世の群雄 尾崎秀樹歴史対談集』黙出版 2000

### 編集委員・監修
- 『現代コミック』全12巻、小松左京・野坂昭如と監修、双葉社 1970
- 『大衆文学大系』全30巻＋別巻、講談社 1971 - 1980。編集委員 中島河太郎・和田芳恵と、監修 大佛次郎、川口松太郎、木村毅
- 『男と女のいる風景〈1971年版〉―現代小説ベスト10』駒田信二、菊村到 共編 角川文庫 1977
- 『夜の回転木馬〈1972年版〉―現代小説ベスト10』駒田信二、菊村到 共編 角川文庫 1977
- 『独白の翳り : 現代小説ベスト10 1973年版』駒田信二、菊村到 共編 角川文庫 1977
- 『水に映る雲 : 現代小説ベスト10 1974年版』駒田信二、菊村到 共編 角川文庫 1977
- 『尾崎秀実著作集』全5巻、今井清一、竹内好、野原四郎、橋川文三と編集委員 勁草書房 1977 - 1979
- 『日本児童文学大系20　山中峯太郎・高垣眸集』解説、ほるぷ出版、1977。中井英夫・中島河太郎と編集委員
- 『日本児童文学大系29　南洋一郎・江戸川乱歩・海野十三集』解説、ほるぷ出版 1977
- 『ポケット日本名作事典』小田切進と監修、平凡社、1981
- 『錦絵日本の歴史』全4巻 日本放送出版協会 1981 - 1982。編集委員
- 『忠臣蔵銘々伝 物語と史蹟をたずねて』監修、成美堂出版、1982　のち成美文庫
- 『歴史小説・時代小説総解説』監修、自由国民社 1984
- 『ふくしまの文学』全3巻 福島民報・寿ビル編、巖谷大四, 伊藤桂一, 河野保雄, 佐藤善信と責任編集 福島民報社 1985
- 『歴史の群像 11 先駆』劉寒吉、津本陽、吉田光邦、小松左京、南原幹雄、三好京三、日本アート・センター共著、集英社 1985
- 『同時代を読む　1981-'85』 朝日新聞社 1986。書評集
- 『日本架空伝承人名事典』平凡社 1986

大隅和雄,西郷信綱,阪下圭八,高橋千劔破,縄田一男,服部幸雄,廣末保,山本吉左右共編
- 『少年小説大系』全27巻・別巻5巻・資料篇1巻、小田切進・紀田順一郎と監修、伊藤秀雄編、三一書房、1986 - 1997
- 『昭和　二万日の全記録』（全19巻）、講談社、1989 - 1991。編集委員：原田勝正、松下圭一、三國一朗と
- 『歴史と文学の回廊 県別日本再発見』全14巻 監修、ぎょうせい、1991
- 『読んで旅する世界の歴史と文化　中国』陳舜臣と監修、新潮社、1993
- 『中国の群雄』全10巻、講談社、1997 - 1998。陳舜臣と編集委員
- 『架空・伝説の人物ものしり事典』河竹登志夫と監修 主婦と生活社 1994
- 『徳川三代なるほど事典 : 時代を作り上げた男たちの人物像と秘められた事件秘話』監修、大衆文学研究会 編 東京堂出版 1999
- 『歴史・時代小説事典』監修、大衆文学研究会 編 実業之日本社 2000

## 映画・テレビドラマおよび劇画監修
- NHK大河ドラマ 『太平記』、1991年
- 『劇画坂本竜馬 : 維新の扉を叩いた男』監修 十川誠志 原作・田中正仁 劇画 日本文芸社 1993 (ゴラク・コミックス. 歴史コミック 歴史人物シリーズ)
- 『劇画徳川家康 : 疾りし者の記憶』監修 十川誠志 原作・川石てつや 劇画 日本文芸社 1993 (ゴラク・コミックス. 歴史コミック 歴史人物シリーズ)
- 『劇画楠木正成 : 湊川に吼えた稀代の戦略家』監修 十川誠志 原作・あきやま耕輝 劇画 日本文芸社 1993 (ゴラク・コミックス. 歴史人物シリーズ)
- 『劇画 源義経　衣河に散った悲劇の若獅子』監修 原作十川誠志・劇画あきやま耕輝　日本文芸社 1993　のちアリババコミックス
- 『劇画琉球王朝』監修 十川誠志 原作・木村周司 劇画 日本文芸社 1993 (ゴラク・コミックス. 歴史コミック)